# تیر ۱۳۹۱
تیر ۱۳۹۱، چهارمین ماه سال ۱۳۹۱ هجری خورشیدی است.
آغاز آن پنجشنبه: ‌۱ تیر ۱۳۹۱ (۲۱ ژوئن ۲۰۱۲ میلادی)